# Amanda Detmer
Amanda Detmer est une actrice américaine, née le 27 septembre 1971 à Chico, Californie.

## Filmographie

### Cinéma
- 1999 : Belles à mourir (Drop Dead Gorgeous) de Michael Patrick Jann : Miss Minneapolis
- 1999 : A Little Inside de Kara Harshbarger : Sarah Parker
- 2000 : Destination finale (Final Destination) de James Wong : Terry Chaney
- 2000 : Boys and Girls de Robert Iscove : Amy'
- 2001 : Diablesse (Saving Silverman) de Dennis Dugan : Sandy
- 2001 : The Majestic de Frank Darabont : Sandra Sinclair
- 2002 : Méchant Menteur (Big Fat Liar) de Shawn Levy : Monty Kirkham
- 2002 : Last Seen de Eva Ilona Brzeski : Jennifer Langson
- 2002 : Embrassez la mariée ! (Kiss the Bride) de Vanessa Parise : Danisa Sposato
- 2003 : Patching Cabbage de Peter Rhoads : Rhonda
- 2004 : Portrait de Jordan Scott : Esther
- 2005 : Lucky 13 de Chris Hall : Amy
- 2005 : Extreme Dating de Lorena David : Lindsay Culver
- 2005 : Alone in a Crowd de Brian Diederich :
- 2006 : Final Move de Joey Travolta : Amy Marlowe
- 2006 : Jam (en) de Craig E. Serling : Amy
- 2006 : Toi et moi... et Dupree (You, Me and Dupree) de Anthony et Joe Russo : Annie
- 2008 : American Crude de Craig Sheffer : Olivia
- 2008 : AmericanEast d'Hesham Issawi : Kate
- 2011 : Destination finale 5 (Final Destination 5) de Steven Quale : Terry Chaney (images d'archives)
- 2012 : For Spacious Sky de Coy Middlebrook : Meg
- 2015 : The Week de Jon Gunn et John W. Mann : Jessie Briggs
- 2017 : Pure Country Pure Head de Damon Santostefano : Elizabeth Spencer
- 2020 : Lady Driver de Shaun Paul Piccinino : Loretta
- 2020 : Un Noël en Californie de Shaun Paul Piccinino : Wendy
- 2021 : Un Noël en Californie: Les lumières de la ville de Shaun Paul Piccinino : Wendy
- 2025 : Blood Wine de Eric Ivey et Jared N. Wright

### Télévision

#### Téléfilms
- 1995 : L'amour en otage (Stolen Innocence) de Bill L. Norton : Dannie Baldwin
- 1999 : Au service de la loi
- 2003 : All Grown Up de Krista Tucker :
- 2003 : Un nouveau départ (Picking Up & Dropping Off) de Steven Robman : Jane
- 2004 : Weekends de Craig Doyle : Carolyn McIntyre
- 2006 : Proof of Lies de Peter Svatek : Christine Hartley
- 2007 : Making It Legal de Gary Halvorson :
- 2007 : 1321 Clover de Walt Becker : Sharon Tuttle
- 2008 : Single With Parents de Michael Engler : Sasha
- 2011 : Shape de Vanessa Parise : Joi
- 2014 : Sea of Fire de Allison Liddi-Brown : Adine McAllister
- 2015 : Innocence volée (Lethal Seduction) de Nancy Leopardi : Tanya Richards

#### Séries télévisées
- 1999 : Ryan Caulfield (Ryan Caulfield: Year One) : Casey (Saison 1 - Épisodes 1 et 3)
- 1999 : Au service de la loi (To Serve and Protect) : Tyler Harris-Carr (Saison 1 - Épisodes 1 et 2)
- 2000 : M.Y.O.B. (en) : Lisa Overbeck (Saison 1 - Épisodes 1 à 4)
- 2003 : Adam Sullivan (A.U.S.A.) : Susan Rakoff (Saison 1 - Épisodes 1 à 8)
- 2003 : Sue Thomas, l'œil du FBI (Sue Thomas: F.B.Eye) : Une invitée au mariage (Saison 1 - Épisode 17)
- 2003 : Miss Match : Gabrielle Davis (Saison 1 - Épisode 5)
- 2004 : Les Experts : Miami (CSI: Miami) : Mme Mancini (Saison 3 - Épisode 4)
- 2006-2007 : What About Brian : Deena Greco (Saison 1 - Épisodes 1 à 5 et Saison 2 - Épisodes 1 à 19)
- 2007 : New York, section criminelle (Law & Order: Criminal Intent) : Tammy Mills (Saison 7 - Épisode 4)
- 2008 : Psych : Enquêteur malgré lui (Psych) : Ciaobella (Saison 2 - Épisode 15)
- 2009 : Medium : Sarah (Saison 5 - Épisode 9)
- 2009 : Private Practice : Morgan Gellman (5 épisodes)
- 2010 : Vampire Diaries : Trudie Peterson (Saison 1 - Épisode 15)
- 2011-2012 : Man Up : Brenda Hayden (13 épisodes)
- 2011-2013 : La Diva du divan (Necessary Roughness) : Jeanette Fiero (11 épisodes)
- 2012 : The Exes : Jill (Saison 2 - Épisode 10)
- 2012 : Mentalist : Nicola Karlsen (Saison 5 - Épisode 1)
- 2013 : Mon oncle Charlie (Two and a Half Men) : Meghan (Saison 10 - Épisode 22)
- 2014 : Baby Daddy : Tante Margot (Saison 3 - Épisodes 12 et 13)
- 2015 : Battle Creek : Lydia Conrad (Saison 1 - Épisode 12)
- 2016 : Frankenstein Code : Helen (8 épisodes)
- 2016 : Night Shift : Katherine Santiago (Saison 3 - Épisode 9)
- 2017 : Red Blooded : Randa Post (Saison 1 - Épisode 1)
- 2018-2020 : Empire : Tracy (14 épisodes)
- 2019 : Bienvenue chez Mamilla : Haven Sheeks (Saison 1 - Épisode 8)
- 2021 : NCIS : Enquêtes spéciales : Charlotte Bodizinski (Saison 18 - Épisode 13)